# حارشة هاوردية
حارشة هاوردية (الاسم العلمي: Psorophora howardii) هي نوع من الحشرات تتبع جنس الحارشة من فصيلة البعوضيات.